# Dusona atrotibialis
Dusona atrotibialis är en stekelart som beskrevs av Horstmann 2006. Dusona atrotibialis ingår i släktet Dusona och familjen brokparasitsteklar. Inga underarter finns listade i Catalogue of Life.